# Rupe di Turrivalignani e Fiume Pescara
Rupe di Turrivalignani e Fiume Pescara este o arie protejată (arie specială de conservare — SAC, sit de importanță comunitară — SCI) din Italia întinsă pe o suprafață de 185 ha, integral pe uscat.

## Localizare
Centrul sitului Rupe di Turrivalignani e Fiume Pescara este situat la coordonatele 42°16′30″N 14°01′20″E / 42.275°N 14.022222°E.

## Înființare
Situl Rupe di Turrivalignani e Fiume Pescara a fost declarat sit de importanță comunitară în mai 1995 pentru a proteja 10 specii de animale. Situl a fost protejat și ca arie specială de conservare în decembrie 2018.

## Biodiversitate
Situată în ecoregiunea continentală, aria protejată conține 8 habitate naturale: Pseudostepă cu ierburi și specii anuale de Thero-Brachypodietea, Râuri cu maluri nămoloase cu vegetație de Chenopodion rubri p.p. și Bidention p.p., Galerii de Salix alba și de Populus alba, Râuri mediteraneene cu debit permanent cu specii de Paspalo-Agrostidion și galerii riverane de Salix și de Populus alba, Cursuri de apă de la nivel de câmpie la nivel montan, cu vegetație Ranunculion fluitantis și Callitricho-Batrachion, Păduri de stejar alb estice, Pante stâncoase calcaroase cu vegetație casmofită, Pajiști uscate seminaturale și facies de acoperire cu tufișuri pe substraturi calcaroase (Festuco-Brometalia) (* situri importante pentru orhidee).
La baza desemnării sitului se află mai multe specii protejate:
- păsări (6): pescăruș albastru (Alcedo atthis), șoim călător (Falco peregrinus), stârc pitic (Ixobrychus minutus), mierlă albastră (Monticola solitarius), stârc de noapte (Nycticorax nycticorax), fluturașul de stâncă (Tichodroma muraria)
- amfibieni (2): Salamandrina terdigitata, Triturus carnifex
- pești (2): Barbus plebejus, Rutilus rubilio

Pe lângă speciile protejate, pe teritoriul sitului au mai fost identificate 3 specii de plante, 1 specie de amfibieni, 1 specie de mamifere.